# 阿尔弗雷德·弗拉托
阿尔弗雷德·弗拉托（德語：Alfred Flatow，1869年10月3日—1942年12月28日），德国男子竞技体操运动员。他曾获得1896年夏季奥运会体操比赛男子个人双杠、团体单杠和团体双杠金牌。1942年，死于纳粹大屠杀。

## 外部連結
- 阿尔弗雷德·弗拉托 （页面存档备份，存于） - 以色列猶太大屠殺紀念館 （英文）